# 范恩 (加利福尼亞州)
范恩（英語：Vann）是位於美國加利福尼亞州萊克縣的一個非建制地區。該地的面積和人口皆未知。

## 地理
范恩的座標為39°15′10″N 122°57′20″W / 39.25278°N 122.95556°W，而該地的平均海拔高度為459米（即1506英尺）。